# Mastomys natalensis
Mastomys natalensis är en däggdjursart som först beskrevs av Smith 1834.  Mastomys natalensis ingår i släktet Mastomys och familjen råttdjur. IUCN kategoriserar arten globalt som livskraftig. Inga underarter finns listade i Catalogue of Life.

## Utseende
Denna gnagare blir 66 till 171 mm lång (huvud och bål), har en 63 till 175 mm lång svans och väger 9 till 88 g. Pälsen på ovansidan är mörkgrå och den blir mera rödbrun hos äldre individer. På undersidan förekommer likaså mörkgrå päls. De nakna öronen är avrundade. Artens svans har en mörk färg. Honor har 12 spenar på varje sida om buken. Mastomys natalensis skiljer sig från Mastomys coucha och Mastomys huberti genom avvikande detaljer i skallens konstruktion.

## Utbredning och habitat
Arten förekommer i stora delar av Afrika söder om Sahara. Den saknas där bara i kontinentens sydvästra hörn. Mastomys natalensis är en kulturföljare som lever främst nära människor.

## Ekologi
Individerna är aktiva på natten och de går främst på marken. På dagen vilar de i underjordiska bon som grävs själv eller som övertas från ett annat djur. Mastomys natalensis använder även jordhålor som uppkom på annat sätt och fodrar boet med växtdelar. Arten är allätare och livnär sig bland annat av frön, blad, grässtjälkar, insekter och kadaver. Den är ökänd som ett skadedjur på majs.
Reviren av olika exemplar överlappar varandra och det förekommer sällan aggressivitet. När utbudet av föda minskar kan Mastomys natalensis vandra flera hundra meter och etablera ett nytt revir. Fortplantningen sker från början av regntiden till början av den torra perioden. Under denna tid kan honor ha flera kullar med cirka 28 dagar mellanrum. Dräktigheten varar 21 eller 22 dagar och sedan föds upp till 12 ungar. Antalet ungar per kull varierar mycket mellan olika populationer. Ett fåtal individer kan ha egna ungar under samma regntid men vanligen sker den första parningen under den följande regntiden. Denna gnagare lever sällan längre än ett år.
Mastomys natalensis har många olika naturliga fiender som ugglor, falkfåglar, ormar och rovdjur. Arten är värd för viruset som orsakar lassafeber, för bakterien som orsakar pesten och för bakterier som orsakar leptospiros.

## Bildgalleri

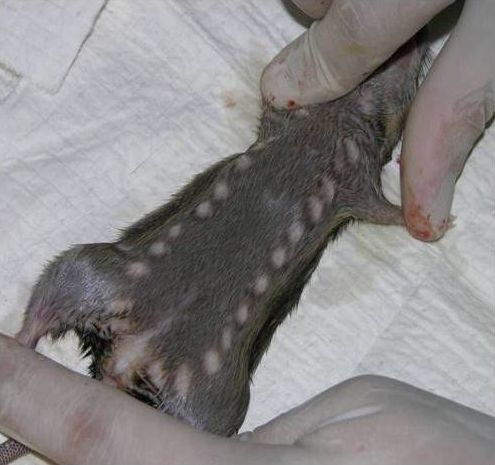
Honans spenar